# Volodímir Holubnitxi
Volodímir Holubnitxi   (Sumi, 2 de juny de 1936 - Sumi, 16 d'agost de 2021) fou un atleta ucraïnès que competí per la Unió Soviètica, guanyador de quatre medalles olímpiques en la modalitat de marxa atlètica.

## Biografia
Va néixer el 2 de juny de 1936 a la ciutat de Sumi, població situada a la província de Sumi, que en aquells formava part de la República Socialista Soviètica d'Ucraïna (Unió Soviètica) i que avui dia forma part d'Ucraïna.
L'any 1960 fou guardonat amb l'Orde de la Bandera Roja del Treball, el 1969 amb l'Orde de la Insígnia d'Honor i el 1972 amb la medalla d'heroi del Treball Socialista.

## Carrera esportiva
Especialista en els 20 quilòmetres marxa, va participar als 24 anys en els Jocs Olímpics d'Estiu de 1960 realitzats a Roma (Itàlia), on va aconseguir guanyar la medalla d'or en aquesta prova, un metall que es transformà en medalla de bronze en els Jocs Olímpics d'Estiu de 1964 realitzats a Tòquio (Japó). En els Jocs Olímpics d'Estiu de 1968 celebrats a Ciutat de Mèxic (Mèxic) aconseguí guanyar novament la medalla d'or, un metall que va esdevenir medalla de plata en els Jocs Olímpics d'Estiu de 1972 realitzats a Múnic (Alemanya Occidental). Participà, als 40 anys, en els Jocs Olímpics d'Estiu de 1976 realitzats a Mont-real (Canadà), on finalitzà setè en aquesta prova.
Al llarg de la seva carrera guanyà tres medalles en el Campionat d'Europa d'atletisme, una d'elles d'or, i fou sis vegades campió del seu país (1960, 1964-65, 1968, 1972 i 1974).
El 23 de setembre de 1955 establí un nou rècord del món en els 20 km. marxa, realitzant un temps d'1:30:36, i que no fou superat fins al juliol de 1956 pel txecoslovac Josef Doležal (1:30:00). El 15 de juliol de 1959 establí un altre rècord amb un temps d'1:27:04, que fou vigent fins al setembre d'aquell mateix any, quan el seu compatriota Anatoliy Vedyakov el deixà en 1:25:58.